# Pegasidae

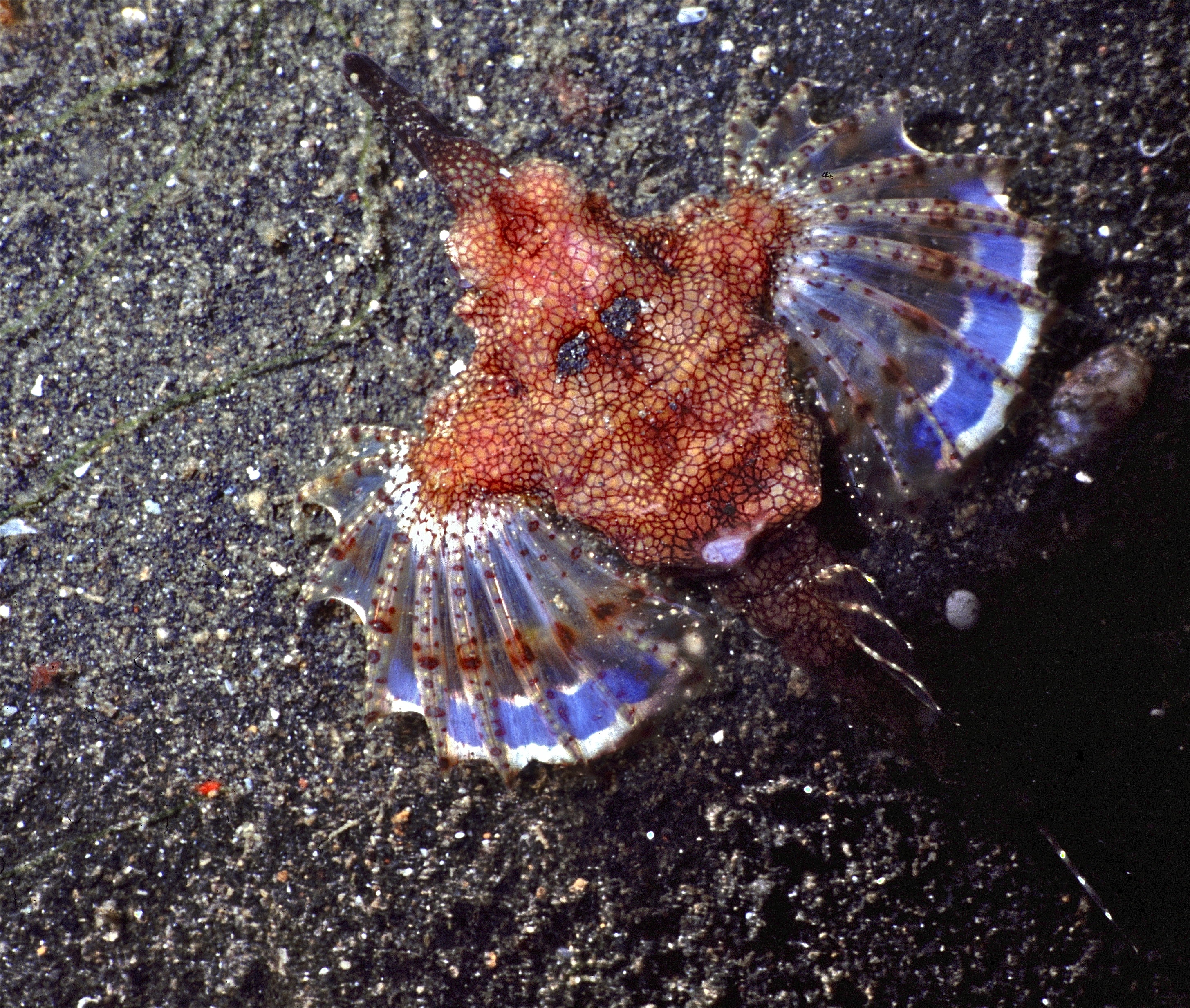
Eurypegasus draconis

Los peces dragón (Pegasidae), son una familia de peces marinos del orden Gasterosteiformes. Estrechamente relacionados con los peces pipa (Syngnathinae) y caballitos de mar (Hippocampus). Por lo general, se encuentran solitarios o en parejas.

## Morfología
Los peces dragón normalmente alcanzan unos 13 centímetros de largo, pero la especie más grande, el pez dragón de cola larga, puede alcanzar hasta unos 18 centímetros.
Tienen el cuerpo ancho y muy deprimido, contenido dentro de placas óseas, con la boca pequeña y desdentada, que se encuentra en la parte inferior de su hocico; así como un característico rostro largo y plano sobresaliendo de los orificos nasales.
Aletas dorsal y anal cortas, sin espinas y por lo general con 5 radios suaves cada uno, así como unas relativamente grandes y horizontales aletas pectorales con más de 10 radios; sin vejiga natatoria; unos 13 cm de longitud máxima. Usan sus aletas pélvicas para "caminar" por el fondo marino.
Su capacidad para mimetizarse con el entorno es su principal defensa. Su color es altamente variable, normalmente en diferentes tonos de rojo y marrón, y a veces negro. A veces presentan bandas o manchas con coloraciones moteadas o con patrón reticulado. Pueden cambiar rápidamente de color para igualar su entorno.

## Reproducción
Son Ovíparos y se reproducen por fertilización externa. Durante la reproducción, los machos y hembras nadan desde el fondo hasta aguas abiertas para liberar gametos. Los huevos flotan en la superficie hasta eclosionar, y las larvas permanecen en el plancton antes de asentarse en el fondo.

## Alimentación
Se alimentan de zoobentos diminutos — pequeños invertebrados que habitan el fondo marino como crustáceos, gusanos, larvas — con ayuda de su hocico extremadamente protrusible. Captura a sus presas mediante succión a través de su pequeña boca terminal. El desove tiene lugar en aguas abiertas cerca de la superficie.

## Distribución y Hábitat
Se distribuyen por el océano Índico y oeste del océano Pacífico, desde Sudáfrica hasta Hawái. Habitan tanto aguas costeras poco profundas hasta profundidades de alrededor de 90 metros.

## Géneros y especies
Existen 5 especies, agrupadas en 2 géneros:
- Género Eurypegasus (Bleeker, 1863)
  - Eurypegasus draconis (Linnaeus, 1766) - pez-dragón pequeño
  - Eurypegasus papilio (Gilbert, 1905) - pez-dragón hawaiano

- Género Pegasus (Linnaeus, 1758)
  - Pegasus lancifer (Kaup, 1861)
  - Pegasus laternarius (Cuvier, 1816) - pez-dragón ladrillo
  - Pegasus volitans (Linnaeus, 1758) - pez-dragón de aleta larga